# Абдуль-Азиз ибн Абдуллах Аль аш-Шейх
Абдуль-Ази́з ибн Абдулла́х ибн Муха́ммад ибн Абдул-Лати́ф ибн Абдуррахма́н ибн Ха́сан ибн Муха́ммад ибн Абд аль-Вахха́б Аль аш-Шейх (Мекка, 30 ноября 1943/3 зуль-хиджа 1362 года по хиджре) — саудовский богослов из рода Аль Шейх, прямой потомок известных улемов Абдуррахмана ибн Хасана и Мухаммада ибн Абд аль-Ваххаба. С 1999 года является Верховным муфтием Саудовской Аравии.

## Биография
Абдуль-Азиз Аль аш-Шейх родился 30 ноября 1943 года в Мекке, в семье Абдуллаха ибн Мухаммада, сына известного улема Мухаммада ибн Абдул-Латифа Аль аш-Шейха, который в своё время был кадием Эль-Вашма и Эр-Рияда и имамом Большой соборной мечети Эр-Рияда.
Будущий муфтий остался без отца в 1948 году, когда ему было всего восемь лет от роду. К 1954 году полностью выучил Коран, с ранних лет обучался исламским дисциплинам у Мухаммада ибн Ибрахима, Абдуль-Азиза ибн База и многих других известных богословов Саудовской Аравии.
В 1955 году поступил в Научный институт имени Мухаммада ибн Абд аль-Ваххаба (араб. معهد إمام الدعوة العلمي‎) в Эр-Рияде, а после его окончания в 1960 году поступил в Исламском университете Эр-Рияда на факультет шариата. После выпуска работал учителем сначала в Научном институте, в котором ранее сам обучался, а затем в Исламском университете Мухаммада ибн Сауда.
В 1969 году был назначен имамом мечети имени Мухаммада ибн Ибрахима в Эр-Рияде, а в июне 1987 года стал членом Совета больших учёных Саудовской Аравии (араб. هيئة كبار العلماء‎). В разное время исполнял обязанности имама и хатиба Большой соборной мечети Эр-Рияда, мечети Намира в Мекке (1982) и Соборной мечети имени имама Турки ибн Абдуллаха в Эр-Рияде (месяц Рамадан, 1992).
20 января 1992 года (15 раджаба 1412 г. х.) Абдуль-Азиз Аль аш-Шейх оставил свои посты в университете и королевским указом № 1/76 был назначен членом Президиума научных исследований и фетв, а 16 января 1996 (25 шаабан 1416 г. х.) года королевским указом № 838 занял пост заместителя Верховного муфтия.
После смерти Верховного Муфтия Абдуль-Азиза ибн База в 1999 году, королевским указом № 20 от 29 мухаррама 1420 года по хиджре (15 мая 1999) он был назначен Верховным муфтием Саудовской Аравии и председателем Совета больших учёных.

## Взгляды
Считает, что шахматы следует запретить, поскольку «они включены в азартные игры» и представляют собой «пустую трату времени и денег и являются причиной для ненависти и вражды между игроками». В обоснование своей точки зрения он ссылается на 90 аят 5 суры «Аль-Маида» Корана, где говорится о запрете на «опьяняющие вещества, азартные игры, идолопоклонство и предсказания».
В ноябре 2017 вынес фетву, объявляющую ХАМАС террористической организацией и объявляющую, что сражаться против евреев запрещено для мусульман. В ответ израильский министр коммуникаций Аюб Кара похвалил это религиозное установление и пригласил его посетить Израиль.

## Критика

### Ранние браки женщин
Аль аш-Шейх заявлял: «Девочка 10 или 12 лет может быть замужем. Те, кто считает, что она слишком молода, ошибаются, и они несправедливы к ней». Аль аш-Шейх, кроме того, указывает на то, что «наши мамы и бабушки вышли замуж, когда им было всего 12», а «хорошее воспитание делает девушку готовой выполнять все супружеские обязанности в этом возрасте». Он убеждён, что в данных вопросах «мы должны знать, что законы шариата не принесли несправедливости женщинам». В свою очередь, профессор религиоведения Университета Северной Каролины в Чапел-Хилл исламовед Омид Сафи в комментарии для The Huffington Post отметил, что высказанное Аль аш-Шейхом говорит о том, что тот потерял связь с современным исламом: «Цитата муфтия губительна на многих фронтах, а именно потому, что она снимает элемент согласия с брака (ни от одной из 10-летних девочек нельзя разумно ожидать, что она даст своё согласие на брак со взрослым). Это ещё раз свидетельствует о том, что религиозные власти Саудовской Аравии находятся вне связи со своим собственным населением и складывающимся консенсусом исламских норм во всём мире».

### Фетва о разрушении церквей
В марте 2012 года Аль аш-Шейх, основываясь на словах пророка Мухаммеда из хадиса о том, что «не должно быть двух религий на [Аравийском] полуострове», выпустил фетву, в которой заявил, что «необходимо уничтожить все церкви» на Аравийском полуострове. Религиозные лидеры Австрии, Германии и России раскритировали её как нарушающую права миллионов иностранных рабочих в странах Персидского залива. Председатель Конференции немецких епископов архиепископ Роберт Золлич заявил, что муфтий «не проявляет уважения к религиозной свободе и свободному сосуществованию религий», особенно по отношению к иностранным рабочим, поскольку «было бы пощёчиной для этих людей, если бы несколько церквей, доступных для них, были отняты». Заместитель председателя Отдела внешних церковных связей Московского патриархата архиепископ Марк (Головков) назвал фетву «тревожной». В свою очередь, президент Управления по делам религий Турции Мехмет Гёрмез заявил о несогласии с фетвой Аль аш-Шейха, находя её противоречащей исламскому учению о веротерпимости и неприкосновенности зданий, принадлежащих к другим религиям.

## Дети
У Абдуль-Азиза Аль аш-Шейха четверо сыновей: Абдуллах, Мухаммад, Умар и Абдуррахман.

## Награды
- Орден «Достык» II степени (2021, Казахстан)[15].